# 華航四年大限
華航四年大限或稱華航四年魔咒，是臺灣在2002年中華航空611號班機空難事件後開始流傳的一個都市傳說，內容是推測：「每隔四年，中華航空的客機就可能發生全機數百人喪生的重大空難。」在2002年的空難之前，華航於1994和1998年也發生過200人以上喪生的重大空難，由於3次恰好皆相隔4年，航空業界及民間便傳出「華航四年大限」的謠言，並有人預言下一個大限年是2006年；然而事實上，2006年華航並未發生空難。但隔年隨即發生中華航空120號班機事故，不過由於疏散及時，全員生還。而華航在1990年代末期，也因這一系列事故，啟動大規模公司化安全改革，大量空軍背景的飛行員不但被考核刷掉，連高層幹部也未能倖免而被開除，故之後未再發生重大事故，此傳說也在科學的企管與堅決整肅下不攻自破。

## 背景
雖然華航四年大限的謠言僅為根據過去3次記錄做簡單的等差級數計算，並不科學，但因為當時華航的飛安紀錄極差，至今是世界位居世界最多空難的航空公司第三名。從1969年到2007年間共發生13起重大事故，死亡人數逾800人，所以仍讓許多人抱著姑且聽之的謹慎態度，也構成謠言得以廣泛流傳的背景，反映出社會對華航飛安品質的不信任。事實上華航在第2和第3次大限之間尚有一次發生在1999年香港國際機場（赤鱲角機場）的嚴重飛安意外，飛機在強風中降落失敗，上下翻轉引發大火，所幸在香港地面人員搶救與暴風雨助攻下傷亡得到控制，僅3人死亡、50人重傷，因此未被列入四年大限所指的空難之內。

## 華航四年大限所指的空難
| 日期          | 班號  | 機型                | 發生地點         | 事故簡述                                                             | 死傷                   |
| ------------- | ----- | ------------------- | ---------------- | -------------------------------------------------------------------- | ---------------------- |
| 1994年4月26日 | 140號 | 空中巴士A300B4-622R | 日本名古屋機場   | 降落失敗重飛時墜毀，俗稱「名古屋空難」                               | 264人罹難，7人受傷     |
| 1998年2月16日 | 676號 | 空中巴士A300B4-622R | 臺灣中正國際機場 | 降落失敗重飛時墜毀於機場邊緣，並衝入機場旁的民宅群，俗稱「大園空難」 | 機上196人、地面7人罹難 |
| 2002年5月25日 | 611號 | 波音747-209B        | 臺灣澎湖外海     | 因金屬疲勞造成飛機空中解體，俗稱「澎湖空難」。                       | 225人罹難              |

## 註解
1. ↑  . 鉅亨網. 2014-03-12  [2014-04-12]. （原始内容存档于2015-05-11）.
2. ↑  . 網易新聞.   [2014-04-12]. （原始内容存档于2016-10-04）.
3. ↑  .   [2024-07-28]. （原始内容存档于2016-04-15）.
4. ↑  Lu, Marcus. . Visual Capitalist. 2024-03-08  [2025-05-20] （英语）.
5. ↑  （繁體中文）華航空難史 12年來恐有700人斷魂 的存檔，存档日期2009-01-20.
6. ↑  . 頭條網.   [2014-04-12]. （原始内容存档于2020-03-29）.